# (100449) 1996 RJ9
(100449) 1996 RJ9 es un asteroide perteneciente al cinturón de asteroides, descubierto el 7 de septiembre de 1996 por el equipo del Spacewatch desde el Observatorio Nacional de Kitt Peak, Arizona, Estados Unidos.

## Designación y nombre
Designado provisionalmente como 1996 RJ9.

## Características orbitales
1996 RJ9 está situado a una distancia media del Sol de 2,742 ua, pudiendo alejarse hasta 3,293 ua y acercarse hasta 2,191 ua. Su excentricidad es 0,200 y la inclinación orbital 8,192 grados. Emplea 1658 días en completar una órbita alrededor del Sol.

## Características físicas
La magnitud absoluta de 1996 RJ9 es 15,3. Tiene 6,026 km de diámetro y su albedo se estima en 0,043.